# Chrystus uzdrawiający ślepca (obraz El Greca)
Chrystus uzdrawiający ślepca – motyw trzech obrazów autorstwa hiszpańskiego malarza pochodzenia greckiego Dominikosa Theotokopulosa, znanego jako El Greco.

## Geneza
Tematyka obrazów została zaczerpnięta z Nowego Testamentu, z Ewangelii Mateusza. Chrystus wielokrotnie dokonywał cudu uzdrowienia. Opisywały je wszystkie Ewangelie Nowego Testamentu. El Greco, malując Uzdrowienie ślepca posłużył się motywem opisanym przez św. Mateusza. Scena rozegrała się zaraz po wyjściu Jezusa z synagogi: 

A faryzeusze po wyjściu powzięli przeciwko Niemu postanowienie, że Go zabiją. Jezus jednak, wiedząc [o tym], odszedł stamtąd. Za Nim poszło bardzo wielu. Uzdrowił ich wszystkich. (Mt 12,14-21)

Tematyka uzdrowień była popularna w okresie kontrreformacji, gdyż uleczenie ze ślepoty uważane było za dowód wiary.

## Opis obrazów
El Greco namalował trzy wersje tego samego tematu. Pierwsza powstała jeszcze w Wenecji pod koniec jego pobytu w tym mieście ok. roku 1565 lub w latach 1569–1570 i znajduje się obecnie w Galerii Obrazów Starych Mistrzów w Dreźnie. Zleceniodawcą miał być kardynał i mecenas sztuki Aleksander Farnese. Druga wersja przechowywana jest w Galleria Nazionale w Parmie, a trzecia w Metropolitan Museum of Art w Nowym Jorku.

### Wersja drezdeńska
Artysta umieścił dwie grupy postaci na świątecznym dziedzińcu, na tle architektury Wenecji ukazanej w skrócie perspektywicznym. Z lewej strony, na pierwszym planie Chrystus uzdrawia ślepego dotykiem dłoni. Wydarzenie to komentuje grupa faryzeuszy ukazana z prawej strony. Postacie żywo gestykulują, wskazują na ślepca i wszyscy pochylają się, by ujrzeć dokonywany cud. Prawdopodobnie ma to odniesienie do innego motywu nowotestamentowego związanego z uzdrawianiem Chrystusa w szabat. Według innej interpretacji postacie z prawej strony to grupa uczniów Jezusa. Ich podobizny przypominają członków rodziny donatora Farnase. Mężczyzna o ciemnych włosach, lekko łysiejący, drugi po lewej w tej grupie – to portret samego kardynała. Prawa cześć obrazu została odcięta.
Po lewej stronie artysta umieścił grupę półnagich postaci. Przypominają one słynne klasyczne rzeźby: mężczyzna z czarną brodą wygląda podobnie do marmurowego posągu herosa Heraklesa, znanego dziś jako Herakles Farnese a będącego wówczas w kolekcji rodziny kardynała Farnese. Za nim znajduje się postać kapłana, przypominająca tą z rzeźbiarskiej Grupy Laokoona.
Inspiracją dla obrazu były dwa wcześniejsze dzieła Tintoretta, od którego pochodzi kompozycja obu grup, widok w oddali i pies na pierwszym planie, będący charakterystycznym motywem dla malarstwa weneckiego. Obaj malarze odwoływały się do ilustracji z traktatu o architekturze Sebastiana Serlia, który El Greco miał w swoich zbiorach. Poszczególne postacie mogły być inspirowane przez różne grafiki, z których El Greco często korzystał podczas pobytu we Włoszech.

### Wersja parmeńska i nowojorska
Wersja parmeńska Chrystusa uzdrawiającego ślepca z około 1575 roku powstała w rzymskim okresie El Greca. Malarz tym razem zastosował płótno. Kompozycja jest bardzo podobna do pierwszej wersji. Różnicę stanowi tło rozgrywanej sceny: El Greco namalował ruiny prawdopodobnie łaźni Dioklecjana znajdującej się w Rzymie. Postacie z lewej strony przypominają Ignudi Michała Anioła z Kaplicy Sykstyńskiej oraz inne rzymskie rzeźby. Mężczyzna owinięty materiałem wzorowany jest na posągu Herkulesa Farnese. Wszystkie postacie zostały przedstawione w większej skali.
W wersji nowojorskiej na pierwszym planie widoczny jest mężczyzna i kobieta, którzy mogą być rodzicami niewidomego. Górna lewa część obrazu jest niedokończona. 9 maja 1958 roku obraz został sprzedany przez londyński dom aukcyjny Christie's, jako dzieło Veronesego za 37,8 tys. funtów. W 1960 roku nowym właścicielem zostali państwo Wrightsman z Nowego Jorku, a w 1978 roku obraz trafił do kolekcji Metropolitan Museum of Art.